# إيدين فيشتشا
إيدين فيشا (مواليد 17 فبراير 1990) هو لاعب كرة قدم. يلعب مع منتخب البوسنة والهرسك لكرة القدم. سبق له أن لعب في كأس العالم لكرة القدم مع منتخب بلاده.

## روابط خارجية
- إيدين فيشتشا على موقع الاتحاد الدولي (مؤرشف)  (الإنجليزية)
- إيدين فيشتشا على موقع الاتحاد الأوربي (الإنجليزية)
- إيدين فيشتشا على موقع اتحاد تركيا (لاعب) (الإنجليزية)
- إيدين فيشتشا على موقع قاعدة بيانات كرة القدم.إي يو (الإنجليزية)
- إيدين فيشتشا على موقع ناشيونال فوتبول تيمز (الإنجليزية)
- إيدين فيشتشا على موقع Soccerway.com (الإنجليزية)
- إيدين فيشتشا على موقع عالم كرة القدم.نت (الإنجليزية)
- إيدين فيشتشا على موقع AS.com (الإسبانية)